# Behror
Behror (Hindi बहरोड़) ist eine indische Stadt im Distrikt Alwar im Nordosten des Bundesstaates Rajasthan und liegt 120 km südwestlich der Hauptstadt Neu-Delhi. Als Teil der National Capital Region fällt es auch unter das National Capital Region Planning Board, eine Bundesbehörde für städtebauliche Zwecke in NCR. Es ist unter dem Shahjahanpur-Neemrana-Behror (SNB) -Komplex in NCR zusammengefasst, der 137 umsatzstarke Dörfer umfasst. In diesem Cluster ist die Gemeinde Behror das größte städtische Konglomerat. Diese Region ist auch als „Ahirwal-Region“ bekannt und dient als Industriezentrum für den Bundesstaat Rajasthan. Das Gebiet der Gemeinde Behror ist in vier Umsatzdörfer unterteilt: Behror Tarf Gangabishan, Behror Tarf Doongrasi, Behror Tarf Nainsukh und Behror Tarf Balram. Die Gemeinde Behror erstreckt sich über eine Fläche von 15 km².

## Geschichte
König Shaliwahan gegründet im 6. Jahrhundert n. Chr. Behror als „Mohalla Bhairunpura - Shaliwahapur“.
Vor der Unabhängigkeit Behrors, war es ein Tahsil und eine wichtige Stadt im Fürstentum Alwar. Während der Herrschaft von Rao Pratap Singh, dem Fürsten von Alwar Behror und des nahen Gebiets Bansur, wurde zusammen mit weiteren Herrschaftsgebieten (Thanagazi, Rajgarh, Malakhera, Ajabgarh, Baldeogarh, Kankwari, Alwar, Ramgarh und Laxmangarh) zu einem großen Fürstenstaat Alwar geformt.
Der Befreiungskämpfer Pran Sukh Yadav, der 1857 zusammen mit Rao Tula Ram gegen die Briten kämpfte, stammte aus Behror Tehsil. Behror war damals ein wichtiges Zentrum der Region Ahirwal und fällt in die größere Region Matsya.

## Geographie
Behror liegt zwischen Jaipur und Delhi, 130 km von der Landeshauptstadt und 120 km von der Bundeshauptstadt entfernt und ist mit beiden durch die NH-8 verbunden, das Teil des Goldenen Vierecks der NHAI ist. Vor kurzem hatte NH-8 eine bedeutende Entwicklung durchlaufen und jetzt hat es eine sechsspurige Straße von Jaipur nach Delhi für eine bessere Verbindung zwischen den beiden Metropolen. Behror hat auch eine direkte Anbindung an die 60 km voneinander entfernte Bezirkshauptstadt Alwar.
Laut CGWA wurde es als Gebiet zur Regulierung der Grundwasserentnahme (Dunkle Zone) ausgewiesen, da die Oberflächenwasserressourcen begrenzt sind und hauptsächlich Grundwasser als Hauptwasserquelle verwendet wird.
Der Sahibi River, ein kurzlebiger Fluss, fließt 5 km südlich von Behror von Südwesten nach Nordosten. Normalerweise ist es heutzutage trocken.
Rund vier Fünftel des durchschnittlichen Niederschlags fallen in den Monaten Juli, August und September an.
Der Boden ist sehr fruchtbar und die Landwirtschaft ist eine der Hauptbeschäftigungen in der Region. Mattiyar, eine Art Lehmboden, kommt am häufigsten in Behror vor, Chiknot-Boden, der im Alwar-Distrikt häufig vorkommt, kommt in Behror und Tijara Tehsils charakteristischerweise nicht vor.
Die Stadt fällt unter die seismischen Aktivitätszonen 4, wobei ein Teil von Tahsil unter Zone 3 und ein anderer unter Zone 4 liegt.
Erdbebengefahrenkarte der Nationalhauptstadt Subregion Rajasthan
Die Wälder sind hauptsächlich laubabwerfend hügelig und befinden sich entlang der Aravalli-Hügel. Die dominierenden Bäume sind Kikar, Neem und Dhak. Hauptmineral gefunden ist Quarz.
Aufgrund der raschen Verstädterung und der zunehmenden Umweltverschmutzung hat sich die Umgebung der Stadt rasch verändert.

## Verwaltung
Das halbstädtische Gebiet von Behror umfasst die Gemeinde Behror und die umliegenden ländlichen Gebiete. Der Wahlkreis Behror ist der politische Wahlkreis, einschließlich der Stadt Behror und der umliegenden Dörfer. Behror Tehsil ist eine Verwaltungseinheit, die die Stadt Behror und die umliegenden Gram Panchayats / Dörfer umfasst.

### Gemeinde Behror
Die Gemeinde Behror – die eigentliche Stadt Behror – ist in 25 Bezirke unterteilt, für die alle fünf Jahre Wahlen abgehalten werden.

### Wahlkreis Behror
Der Wahlkreis Behror wird in der Klassifizierung der Wahlkreise als ländlicher Sitz eingestuft. Der Sitz umfasst insgesamt 211.534 Wähler, darunter 110.515 männliche und 101.019 weibliche Wähler. Bei den Wahlen in Rajasthan 2018 verzeichnete Behror eine Wahlbeteiligung von 74,69 %. Im Jahr 2013 lag die Wahlbeteiligung bei 76 % und im Jahr 2008 bei 69 %.

### Behror Tehsil
Behror Tehsil besteht aus 62 Gramm Panchayats und 64 Patwar-Kreisen mit ILR-Code - 5.

## Wirtschaft
Behror ist seit Anfang der 1990er Jahre industrialisiert; Das Industriegebiet ist als RIICO-Industriegebiet (Rajasthan State Industrial Development and Investment Corporation Limited) bekannt.
Neemrana ist ein weiteres Industriegebiet in dieser Region in einer Entfernung von 10 km von Behror in Richtung Delhi, das ebenfalls unter RIICO fällt.

## Transport
Die Gemeinde Behror ist gut mit den großen städtischen Ballungsräumen in der Region verbunden. Die wichtigste Verbindungsstraße ist die NH-8 (NH-48), die durch die Stadt führt und sie mit Delhi im Nordosten und Jaipur im Südwesten verbindet.

## Sehenswürdigkeiten & Denkmäler
Der 10 km entfernte Neemrana Fort Complex ist das wichtigste Wahrzeichen. Das berühmte Neemrana Fort wurde im 16. Jahrhundert erbaut und bis 1947 von Chouhan Rajputs besetzt.

## Demografie

### Gemeinde Behror
Laut der indischen Volkszählung von 2011 hatte die Gemeinde Behror 29.531 Einwohner, von denen 15.570 Männer und 13.961 Frauen waren. Kinder zwischen 0 und 6 Jahren waren 3770 Jahre alt, was 12,77 % der Gesamtbevölkerung entspricht. Das weibliche Geschlechterverhältnis betrug 897. Die Gesamtzahl der Behror-Literaten betrug 21.656, was 73,33 % der Gesamtbevölkerung mit einer männlichen Alphabetisierung von 80,04 % und einer weiblichen Alphabetisierung von 65,85 % ausmachte. Die effektive Alphabetisierungsrate von 7+ Einwohnern in Behror betrug 84,1 %, von denen die männliche Alphabetisierungsrate 92,4 % und die weibliche 75,1 % betrug. Die geplanten Kasten und die geplanten Stämme haben eine Bevölkerung von 4466 bzw. 940. Die Gemeinde Behror hat eine Gesamtverwaltung von über 5484 Häusern.

## Sprachen
Hindi als Amtssprache des Bundesstaates Rajasthan ist die Amtssprache der Stadt. Aber in diesem Grenzgebiet umfasst die Umgangssprache am häufigsten Einflüsse des administrativen Hindi, Haryanvi, Mewati.